# Finsko-ruska granična barijera
Finsko-ruska granična barijera (fin. Itärajan esteaita) je granična barijera u izgradnji u Finskoj duž finsko-ruske granice. Graničnu barijeru počela je gradini finska vlada pod vodstvom Sanne Marin, kao odgovor na rusku invaziju Ukrajine 2022.. Stekla je podršku javnosti zbog ruskog korištenja migranata u hibridnom ratovanju. Granična barijera duga je 200 km, a pokriva otprilike 15% od 1,340 km duge granice. Izgradnja granične barijere započela je u Imatri 28. veljače 2023., a izgradnja bi trebala biti završena 2027. ili 2028.
Graničnu će barijeru izgraditi finska granična straža, a granična barijera će biti opremljena žilet žicom i kamerama. Predviđa se da će granična barijera koštati oko 380 milijuna eura.